# Peroração
Em retórica clássica, uma peroração é a parte final de um discurso, sendo um dos quatro ou cinco componentes de sua parte dispositiva.
A peroração tem dois propósitos principais: lembrar à audiência os pontos principais do discurso (recapitulatio) e influenciar suas emoções (affectus).  O papel da peroração foi definido por autores gregos que escreveram sobre retórica, que os chamavam de epílogos; mas está mais frequentemente associado com oradores romanos, que faziam uso frequente de apelos emocionais. Um famoso exemplo é o discurso de Marco Antônio Orador em defesa de Aquílio, durante o qual Antônio rasgou a túnica de Aquílio para revelar suas cicatrizes de guerra.
No século I a.C. era comum que dois ou mais oradores aparecessem em cada lado no principais casos dos tribunais. Nestas oportunidades, era considerado um sinal de honra ser escolhidos para realizar a peroração.